# Raymond F. Boyce

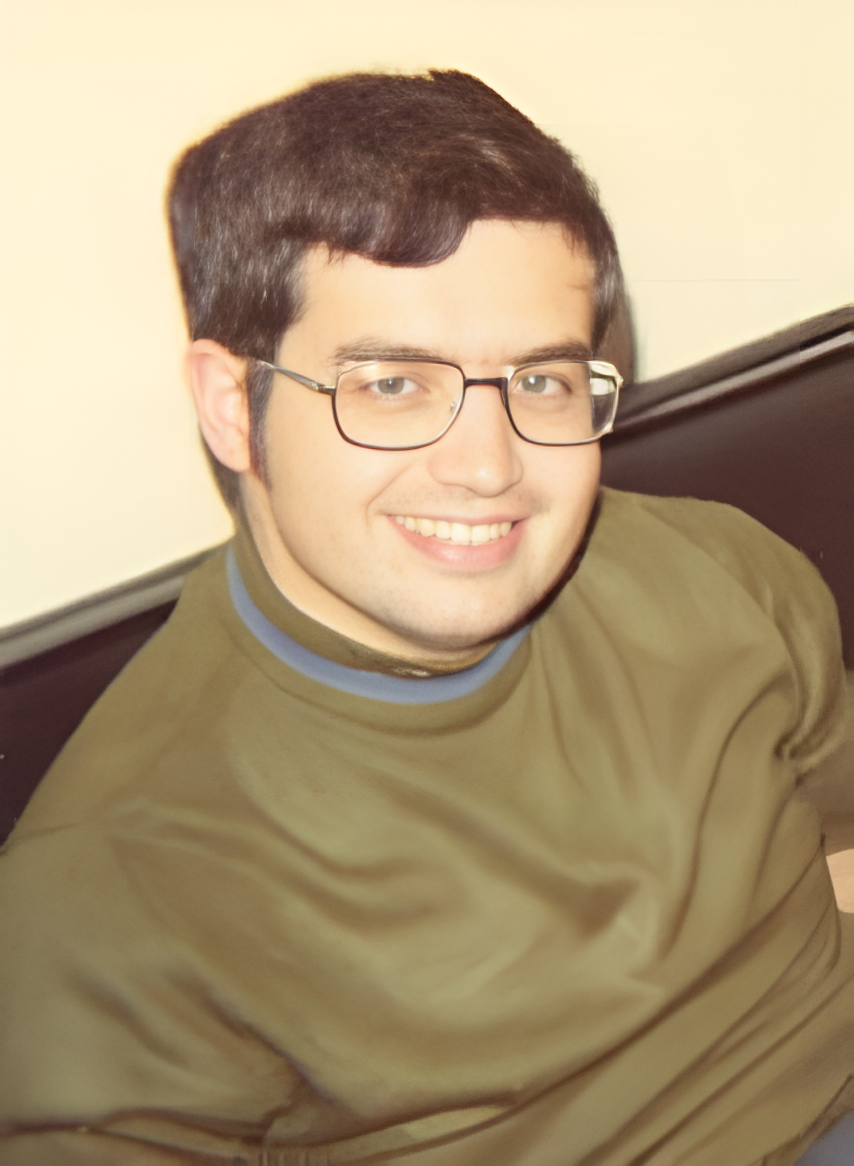

Raymond F. Boyce (1946–1974) foi um cientista da computação americano conhecido por sua pesquisa em bancos de dados relacionais. Ele é mais conhecido por seu trabalho de co-desenvolvimento da linguagem de banco de dados SQL e da Boyce–Codd normal form.

## SQL
SQL foi inicialmente co-desenvolvido na IBM por Boyce ao lado de Donald D. Chamberlin no início de 1970. Inicialmente chamado de SEQUEL (Structured English Query Language) e baseado em seu idioma original chamado SQUARE (Specifying Queries As Relational Expressions). O SEQUEL foi projetado para manipular e recuperar dados em bancos de dados relacionais. Em 1974, Chamberlin e Boyce publicaram “SEQUEL: A Structured English Query Language” que detalhava seus refinamentos para o SQUARE e nos apresentava os aspectos de recuperação de dados do SEQUEL. Foi uma das primeiras linguagens a usar o modelo relacional de Edgar F. Codd. SEQUEL foi posteriormente renomeado para SQL, eliminando as vogais, porque SEQUEL era uma marca registrada pela empresa de aeronaves Hawker Siddeley. Hoje, o SQL se tornou a linguagem de banco de dados relacional mais usada.